# Solimano II di Persia
Mir Sayyed Muhammad Marashi meglio conosciuto come Solimano II (in persiano شاه سلیمان‎; Esfahan, giugno 1714 – Mashhad, maggio 1763) è stato un pretendente al trono safavide che riuscì a diventare brevemente scià di alcune parti dell'Iran dal 1749 al 1750. Fu responsabile della cura del santuario dell'Imam Reza a Mashhad.
Il giovane Shahrokh fu intronizzato a Mashhad nell'ottobre 1748 da nobili iraniani. Due mesi dopo Ibrahim si autoproclamò scià ma in seguito fu sconfitto e fuggì. Sayyid Muhammad rifiutò la sua ammissione nella città santuario di Mashad. La madre di Sayyid Mohammad era la figlia dello scià safavide Solimano I, e così nel 1750 fu intronizzato da Mir Alam Khan Khuzaima e da alcuni capi curdi e jalayridi come Solimano II. Shahrokh venne accecato ma fu riportato al trono dopo solo pochi mesi, poiché Solimano II fu rimosso e anch'egli accecato.